# Châtres (Aube)
Châtres ist eine französische Gemeinde mit 705 Einwohnern (Stand: 1. Januar 2022) im Département Aube in der Region Grand Est. Der Ort gehört zum Arrondissement Nogent-sur-Seine und zum Kanton Creney-près-Troyes. Zudem ist die Gemeinde Teil des 2017 gegründeten Gemeindeverbands Seine et Aube. 

## Geographie
Châtres liegt etwas südlich vom Fluss Seine und etwa 28 Kilometer nordnordwestlich von Troyes.
Nachbargemeinden sind Clesles im Norden, Saint-Oulph im Norden und Nordosten, Méry-sur-Seine im Osten, Mesgrigny im Südosten, Orvilliers-Saint-Julien im Süden, Origny-le-Sec im Südwesten sowie Maizières-la-Grande-Paroisse im Westen.    

## Bevölkerungsentwicklung
| Jahr                       | 1793 | 1800 | 1856 | 1906 | 1962 | 1968 | 1975 | 1982 | 1990 | 1999 | 2006 | 2011 | 2016 |
| Einwohner                  | 373  | 431  | 622  | 474  | 505  | 477  | 429  | 573  | 590  | 579  | 593  | 668  | 701  |
| Quellen: Cassini und INSEE |      |      |      |      |      |      |      |      |      |      |      |      |      |

## Sehenswürdigkeiten
- Kirche Saint-Remi aus dem 12. Jahrhundert